# Campoletis grioti
Campoletis grioti är en stekelart som först beskrevs av Blanchard 1946.  Campoletis grioti ingår i släktet Campoletis och familjen brokparasitsteklar. Inga underarter finns listade.